# 단발령
단발령(斷髮令)은 김홍집 내각이 고종 32년인 1895년 12월 30일(음력 11월 15일)에 공포한 성년 남자의 상투를 자르고 서양식 머리를 하라는 내용의 고종의 칙령이다. 서양인, 일본인들의 단발 건의 이후 당시 내무부대신 유길준 등의 상주로 전격 단행되었다.
당일부로 고종과 황태자 순종은 솔선수범하여 머리를 깎고, 내무부대신 유길준은 고시를 내려, 관리들로 하여금 칼과 가위를 가지고 도성 거리나 성문에서 백성들의 머리를 깎게 하여 이를 직접 지도감독했으며, 전국으로 확산시켰다. 그러나 신체발부는 수지부모라는 당대의 성리학자들의 격렬한 반발로 1897년(건양 2년) 일단 철회되었으나, 1900년(광무 4년) 이후 광무개혁을 준비, 추진하는 과정에서 다시 부활, 전국적으로 단행되었다. 그러나 1906년(광무 10년)까지도 지방에서는 단발에 호응하지 않자 군수삭발령이라는 새로운 규정을 공포하였다.
최초의 단발자는 고종 이전의 개화파들이고, 1885년 청나라 망명 중인 개화파 정객 윤치호가 스스로 자기 머리를 자른 기록을 남기기도 했다. 1900년 이후 단발은 조선 전국 각지로 보급되었으나, 그 반발은 심하여 1930년대까지도 단발을 거부하는 이들도 존재하였다. 단발령의 여파로 1920년대부터는 여성 단발도 시작되었다. 한국 여성으로 최초로 공개 단발한 이는 여성 사회주의자 겸 독립운동가 허정숙이었다.

## 배경

### 시작점
1895년 일본인 외교관 및 궁궐에 있던 서양인들의 제의를 받은 뒤, 을미개혁이 단행되던 그해 11월 내무대신 유길준 등의 상소로 12월 30일 고종이 농상공부 대신 정병하를 시켜 자신의 머리를 깎으라고 하여, 처음 단발을 시작하였다. 이는 위생과 청결에 편리하며, 머리 감기가 수월하다는 것이 그 이유였다. 일본인, 서양인들의 진언에 따라 고종은 최초로 단발을 감행하였다.
이후 내무대신 유길준이 당시 세자인 순종의 삭발을 하였고, 이어 조정의 각료들이 단발을 시행하였다. 당시 일본군은 궁성을 포위하고 대포를 설치하여, 단발로 인한 반발과 만일의 사태를 대비하였다. 김홍집 내각은 을미사변 이후 내정개혁에 주력하였는데, 을미개혁의 내용은 태양력의 사용, 단발령 실시, 종두법 보급과 실시, 독자적 연호 건양 사용 등이었다. 고종과 순종의 단발 이후 단발령을 전국적으로 보급할 계획을 세운다. 그리고 1895년 12월 30일 단발령을 공포한다. 이 과정에서 성리학자 출신 관리들은 “오두가단 차발불가단, 신체발부수지부모 불감훼상”을 이유로 단발을 거절, 사직서를 올리고 낙향하였다.

### 최초의 단발자
고종이 최초로 단발령을 내리기 전에 최초로 단발을 한 이들은 개화파들이었다. 누가 맨 먼저 상투를 잘랐는지는 분명하지 않지만 1885년 1월 8일자 윤치호 일기에는 윤치호 자신이 자기 상투 자른 일을 써 놓고 있다. 윤치호는 신학문을 공부하기 위해 상하이에 건너가서 학교에 가고, 또 서양사람들과 자유롭게 상종하기 위해 그 불편한 상투를 잘라 버리고 양복을 입었는데, 그렇게 상투를 자르고 자기 모양을 보니 '퍽 가소롭다'고 하였다.
갑신정변 이후 국외로 망명하여 쫓겨 다니던 국사범들은 일본, 중국, 미국 등지로 떠돌아다니면서 갓 쓰고, 상투 꽂고 다니기란 보통 불편한 일이 아니었다. 또 그렇게 남의 시선을 끄는 꾸밈새를 하고 다닐 처지도 못 되어, 그들은 상투를 싹둑 잘라버리고 양복을 입었다.
그러나 1887년 주미 전권대사로 미국에 건너갔던 박정양은 그 상투에다가 갓 쓰고, 도포 입고 워싱턴 시내를 활보했을 뿐만 아니라, 무도회에도 나가 춤을 한번 추어 어느 명사의 딸을 반하게 하여 신식 로맨스를 불러 일으켰다고 한다.
처음에는 단발 반대 여론이 압도적이었으나, 갈수록 단발 문제는 관료와 지식인층 사이에 논쟁거리가 되었다.

## 전개 과정

### 단발령 공포와 단발 강행
1895년 12월 30일 오후, 김홍집 내각은 1896년(건양 1년) 1월 1일부로 태양력을 채용하는 동시에 단발령을 전국으로 확대 실시한다고 발표하였다.
당시 내무부 대신 유길준(兪吉濬)은 고시를 내려 내부고시(內部告示)로 당일부로 전국 방방곡곡에 일제히 단발령을 포고하였다. 그 날, 관리들로 하여금 가위를 들고 한성부의 거리나 4대문, 4소문 등 도성에 들어오는 성문 등에서 백성들의 머리를 깎이도록 지시하였고, 유길준 자신도 백성들의 단발 과정을 지도, 감독하였다. 이어 유길준은 단발에 저항하는 자는 강제로 머리를 깎도록 지시한다.
12월 30일 밤부터 다음날인 12월 31일(음력 11월 16일) 아침에 걸쳐 정부 각부처의 대신, 협판, 실국장급과 그 이하 관료와 이속, 그리고 군인, 순검 등의 벼슬아치들에게 우선적으로 단발을 적용, 머리를 깎았다.
역법을 음력에서 양력으로 전화하기로 한 1896년 1월 1일(1895년 음력 11월 17일)에 단발령을 전국으로 확산, 전국민에게 단발 실시가 더욱 강요되면서 사회적으로 큰 혼란이 야기되었다. 사전 예고 없이 시행된 단발의 강요로 사회는 동요하였다. 이러한 분위기에서 학부대신 이도재(李道宰)는 '단발로 인한 이로움은 보이지 않고, 해로움만 당장에 보이고 있기 때문에 명령을 따를 수 없다'고 상소한 뒤 대신직을 사임하였다. 특진관 김병시(金炳始)도 단발령의 철회를 주장하는 상소를 하였다.

### 단발령의 전국 확산
단발령이 실시되고 열흘 간 당시 도성과 경기도에 머물러 있던 지방 사람들은 단발령이 내린다는 소식을 접하고는 산골로 숨거나, 서둘러 귀향하였으며, 미처 피하지 못해 강제로 상투를 잘린 사람들도 상투를 주머니에 넣고 통곡하면서 도성을 떠났다.
단발령에 대한 공포감으로 백성들은 이를 두려워하여 문을 걸어 잠그고 손님이 찾아오는 것조차 사양하였다. 또한 야밤을 이용하여 지방으로 도피하거나 산골로 들어가 화전을 개척하였다. 호응이 적자 단발령은 한성뿐만 아니라 지방에서도 체두관(剃頭官)이 파견되어 통행인은 물론 민가에까지 들어가 강행하였다.

### 백성들의 반대
당시 내세운 단발의 이유는 '위생에 이롭고 작업에 편리하기 때문'이라는 것이었다 즉, 조선의 근대적 개혁을 내세우기 위함이었다. 고종이 솔선수범하여 태자와 함께 먼저 머리를 자르고, 관리들과 백성들에게 단발하도록 했으나, 일반 백성들에게 잘 받아들여지지 않았다. 많은 사대부와 유학자들은 '손발은 자를지언정 두발(頭髮)을 자를 수는 없다'고 분개하여 정부가 강행하려는 단발령에 완강하게 반대하였다.
유교 윤리가 일반백성들의 생활에 깊이 뿌리를 내린 조선사회에서는,
身體髮膚受之父母 不敢毁傷 孝之始也
사람의 신체와 터럭과 살갗은 부모에게서 물려 받은 것이니, 감히 손상시키지 않는 것이 효의 시작이다.

라는 말 그대로, 머리를 길러 상투를 트는 것이 인륜의 기본인 효의 상징이라고 여겼다. 그러므로 단발령이 내려지자, 백성들은 이것을 살아 있는 신체에 가해지는 심각한 박해로 받아들였다. 일부 성리학자들은 오두가단 차발불가단이라 하여 목이 잘리더라도 머리는 내놓을 수 없다고 맞섰다.
죽동궁(竹洞宮) 민영익(閔泳翊)의 첫 양자로 들어갔던 민정식(閔珽植)은 양어머니인 대방 마님의 노여움을 받고 파양을 당해 쫓겨났다. 민정식이 대방 마님에게 파양을 당해 쫓겨난 이유의 하나도 '상투를 잘랐다'는 사건 때문이었다. 단발을 처음 권고한 것이 고종이 아닌 일본인과 서양인들의 입에서 처음 나왔다는 것은 당시 사회적 반감의 이유였다.

### 사회의 혼란과 단발령
김홍집 내각은 이른바 친일 내각이라는 오해를 받고 있었으므로, 음력폐지와 단발령 등은 모두 배후에서 일본인이 조종하는 것으로 생각하였다. 이는 내각에 대한 반감으로 확대되었다.
장길상은 그의 아들 하나가 신교육을 받기 위해 대구에서 한성으로 올라와 상투를 자른 일을 두고 '불효'와 '난봉'으로 취급해 학비 조달을 중단해 버렸다. 또 그는 영남학회 등 교육 단체에 30원을 기부하겠다고 한 뒤, 자기의 상투머리가 잘리자, "이제는 상투까지 잘렸으니 그런 기부도 그만두겠다."고 상투 시위를 벌인 일도 있었다.
당시의 민규는 동학농민운동과 뒤이은 청일 전쟁으로 온통 쑥대밭이 돼있었고 급기야 1895년 10월 8일에는 명성황후가 무참히 살해당하고(명성황후 시해사건(을미사변)), 넉달후인 1896년 2월 11일에는 국왕이 러시아공사관으로 피신하는(아관파천) 등 비참한 지경이었다.
이런 상황속에서 단발령 강요에 대한 백성들의 반감은 개화 그 자체를 증오하는 감정으로까지 발전했고, 또 단발령이 일본을 본따 만든 제도라는 인식이 전국적으로 확산돼 반일 감정으로 이어졌다. 국민은 더욱 분개하여 단발령을 반대하고, 의병을 일으켜서 정부의 단발령 보급 정책에 대항하였다. 단발령으로 촉발된 반일 분위기는 전국 각지의 의병운동으로 전개됐고, 을미사변과 함께 의병운동의 결정적 기폭제 구실을 했다.

## 실패한 단발령
국민들은 명성 황후 시해와 단발령에 반발해 항일 의병을 일으켰고 전국적으로 확산되었다.
결국 당시의 실정을 고려하지 않은 상태에서 발표된 단발령 강요와 이에 대한 백성들과 유생들의 저항으로 김홍집 내각은 국정개혁을 결실시킬 대중적 지지기반을 상실하고 말았다. 정부에서는 병조 소속 친위대(親衛隊)와 향리의 관군들을 이용하여 의병활동을 진압시켰으나, 오히려 지방의 관군들은 단발령에 반대하는 운동에 가담하고 만다.
단발령은 고종이 일본을 피해 주러시아 조선공사관으로 처소를 옮긴 아관파천 사건으로 을미개혁이 중단되면서 폐지되었다. 단발령의 여파로 김홍집 내각은 무너졌고 김홍집 등은 피살되었으며, 대신에 이범진, 이완용, 윤치호 등을 중심으로 한 친러[親露] 내각이 등장하게 됐다.
새 내각은 그동안 흐트러진 민심을 수습하고자 단발령을 철회하고, 각 개인의 자유의사에 맡기도록 함으로써 비로소 단발령은 일단락됐다.

### 을미의병의 봉기 원인
을미사변을 일으킨 일본에 호의적이라 하여 친일 내각으로 오해를 받던 김홍집 내각은 지지 세력이 취약했고, 전국에서는 단발령에 대한 공포감과 함께 의병이 발생했다. 김홍집 내각은 출범 초기부터 여러 개혁 조치를 단행했는데, 여기에는 단발령도 포함되어 있었다. 그러나 머리카락은 부모에게서 물려받은 것이므로 소중히 간직하려는 전통에 위배된다며 전국적으로 극심한 반대를 불러일으켰다. 정감록에 의거한 유언비어들이 유포, 확산되는가 하면 반상의 구별이 사라진다는 루머 등도 확산되었다. 또한 단발령의 배후가 일본이라는 설이 돌면서 전국적으로 의병 활동이 일어나 확산되었다. 이를 을미의병이라 한다.

## 자발적인 단발
그러나 국외 여행을 다녀온 이들이 단발을 하면서 단발령은 자연스럽게 보급되었다. 1897년 민영환이 영국공사로 갔을 때, '런던에 도착하여 각국 사자(使者)들을 보니 모두가 하나같이 머리를 깎고 양복을 입었지 않은가.' 하였다. 민영환은 유독 자기만 상투를 달고 조선식 의복을 입고 있는 것을 부끄럽게 여겨 그도 상투를 자르고 양복으로 바꿔 입고 말았다. 이는 자발적인 단발로 귀국 후 사대부들로부터 비판을 받게 됐다.
당시 영국 여왕 빅토리아는 일찍부터 조선이란 나라는 아직 상투를 자르지 않고 있다는 말을 들었으므로 그 모습을 구경하고자 민영환을 불러들였다. 그러나 빅토리아의 기대와는 달리 런던에서 며칠간 체류하던 그는 단발을 하고 말았다.

## 단발령의 부활
그러나 갑오개혁과 을미개혁의 실패로 단발령은 폐지되었지만 1900년 이후에 고종에 의해 광무개혁이 추진되면서 다시 단발령이 위생에 편하다는 논의가 나타나면서 다시 시행되었다. 1901년부터는 한성부와 평양부, 수원부에 이발사와 이용원이 등장, 유행하기 시작하였다.

### 신교육과 단발령의 확산
고종이 단발을 결심하게 된 배경에는 유길준, 정병하의 건의 이전에 서양인 선교사들이 위생에 편리하고 머리 감기가 용이함을 들어 고종에게 단발을 건의하였다. 고종은 서양 선교사들에게 단발령 시행에 협조할 것을 주문한다. 이에 적극 호응한 선교사들은 머리를 자르지 않으면 신교육을 받을 수 없게 하겠다고 하여 백성들의 단발을 유도하였다. 조선의 신교육은 1900년대 후반에 들어서서 본격화되었다. 일설에는 '만약 그 신교육과 '머리털 수난'을 함께 실시하지 않았던들 신교육은 좀 더 이른 시일 안에 적극적으로 보급될 수 있었을 것이다.'라는 견해도 있다.
신교육의 보급 요람인 신식 학교를 가지면 먼저 머리를 깎아야 했고 때문에 신교육 자체가 국민들로부터 많은 저항을 받았던 것이다. 행세하는 가문에서는 그 머리터럭 자르는 일 때문에 자기 아들을 학교에 보내지 않는 일도 허다했다. 이런 일은 실제로 경상북도 대구의 일등 거부이던 장길상의 집안에서도 일어났다.

### 박중양의 단발령 보급
박중양은 단발령이 처음 시작될 무렵부터 일부 인사들과 함께 단발령의 효율성을 알리고, 이를 보급하는 운동에 참여하였다. 그러나 사람들은 단발령에 호응하지 않았다. 한말에 경상북도 관찰사가 된 박중양은 영해(寧海) 지방에 들어가 한 고을의 수천 백성들의 상투를 꾀를 써서 잘라 버린 사건이 있었다. 1906년 경상북도 관찰사로 새로 부임한 박중양은 영해군으로 초도순시를 간 뒤, 그 잘하는 연설로 백성들에게 감명을 주고 나서 선언했다.
| “ | 나에게 따로 인사를 하고 싶은 사람은 이 연설회가 끝난 뒤 군청 내아(內衙)로 들어오시오. | ” |

도백(道伯)이 자기들을 한 사람씩 따로 만나 인사를 받겠다고 하는데 감지덕지한 유지 기관장급들은 좋아라 하고 내아로 줄을 지어서 들어갔다. 그런데 내아 삼문(三門) 뒤에 숨어 있던 일본 순사들이 관찰사 박중양에게 인사를 드리러 들어오는 사람들에게 가위로 들이대고 상투를 잘라 버렸다. 한꺼번에 수백 명의 상투가 잘려 나갔으니 내아는 금세 통곡바다를 이루었다. 이후 박중양은 위생의 편리함을 이유로 단발령을 권고했고, 호응이 적은 곳은 직접 찾아가 순사들을 매복시킨 뒤 단발을 강행하였다.

## 루머
단발령이 감행되자 정감록 비결이 딱 들어맞는다고 각종 유언비어가 난무하였다. 이어 단발로 인해 양반과 상놈이 구별이 되지 않아 나라가 망할 것이라는 괴담도 유포, 전국적으로 확산되었다.
| “ | 李氏之末에 家家及第요 人人進士라. | ” |

'망건이 탕건 되는 세상'이 되어버린 것이다. 이를 두고 시중에서는 정감록의 예언이 실행되는 것이라는 유언비어가 확산되었다.
망건은 상투를 틀어올릴 때 짧은 머리가 아래로 내려오는 것을 막기 위해 머리에 띠처럼 두르는 것이다. 그런데 탕건은 앞 코가 이층 모양으로 꺾여진 소위 감투다. 그런데 머리를 잘라 상투가 없어졌으니 잔머리는커녕 긴 머리도 내려올 필요가 없다. 그러자 망건은 쓸 필요가 없어져 아무라도 탕건만 올리고 지내게 되어 망건이 탕건되었던 것이다. 여기에다 집집마다 급제요 사람마다 진사라 한 것은 양반, 상놈의 구별도 없이 모두 상투를 잘라버리고 탕건만 쓰고 살게 되었으니 세상은 모두 과거에 급제한 양반이 되어 버렸다는 것이다.
탕건은 말총으로 만들었다. 말총은 부드러운 느낌과 유연성으로 착용감이 좋고 견고하며, 땀이나 기름때에 오염되지 않을 뿐 아니라 세탁에도 용이한 장점이 있다.

## 군수 삭발령
단발령이 일시 중단, 자율화에 맡겼다가 다시 1900년부터 실시되자 한성부와 각 아문, 경기도 지역 등의 대다수 관리들과 지방의 관찰사급 인사들도 등도 머리를 깎아 이에 따랐으나, 지방에서는 단발령 재공포 후 5년, 단발령 최초 공포 후 10년이 경과하였으나 백성은 물론 당시 제주군수 정교(鄭喬) 등 많은 관리들이 머리를 깎지 않았다.
이에 1906년(광무 10년) 조정에서는 단발령을 재공포함과 동시에 당시의 관료들에게 강제로 머리를 깎도록 지시했다. 1906년 내무대신 이지용(李址鎔)은 각 도에 명령을 하달하여 군수, 참서관, 주사(主事), 서기 등 관리들에게 삭발하도록 지시하였다. 그러나 정교는 관직을 사임하고 물러났고, 1907년 곡산군수로 부임한 정교는 끝내 머리 자르기를 거부하였다.

## 파급 효과
신식 공부를 하던 여학생들은 1910년대 후반에 들어서는 점차 머리를 잘라 단발머리를 했다. 그 후 커트머리와 파마머리가 유행하게 되었다. 그러나 공개적으로 단발하지는 못하였다. 이들을 가리켜 모던 걸(modern Girl)에 빗대 모단걸(毛斷女)라는 별명이 붙여졌다.

### 허정숙의 여성 단발 운동
한국 여성은 1920년대에 이르러 단발을 하기 시작하였으며, 한국 여성 중 최초로 공개 단발을 한 것은 허정숙이었다. 1921년 공개 단발을 실시하여 충격을 준 허정숙은 1921년부터 각지에서 여성 단발운동이 벌어지자 이를 지지하고, 적극 주도하여 단발 운동으로 확산, 유행시켰다. 1923년 조선일보 기사에는 "이것(단발)을 본 여러 군중들은 물밀듯 모여들어 혼잡을 이루는 동시에, 그 해괴함을 놀내지 안이하는 이가 없섯다더라."며 조선일보 1923년 3월 26일자에 실린 황해도 해주의 야학강습소 여교사 이춘봉(李春鳳)의 단발(斷髮)을 알리는 기사가 보도되었다. 이춘봉 교사의 단발에 대한 비판이 거세지자 허정숙은 단발의 편리함, 단순함, 위생성과 머리 감을 때의 간단함을 이유로 들어 반박하였다. 또한 허정숙은 단발령을 큰 잘못이자 망국의 원인으로 규정한 성리학자들에 대해서도, 사회가 부패하고 정치인들의 잘못으로 조선이 망한 것이며, 단발령과는 무관하다며 반박하였다.
이후 '세상이 귀찮아 중이나 되겠다고' 단발했든(조선일보 1924년 7월 21일자), 부부싸움 끝에 남편이 강제로 삭발을 시켰든(1923년 12월 13일자), 여성의 단발은 빠짐없이 기사로 소개됐다. 군산 기생 강산월(康山月)이 더 이상 '유산계급 노리개'를 할 수 없다며 단발했을 때는 박스기사로 크게 소개됐다.(조선일보 1925년 3월 20일자) 그러나 단발령을 최대의 불효와 패륜으로 규정한 성리학자들은 허정숙이 사회를 금수처럼 만들려 한다, 뉘집의 딸이냐며 비방하였다. 단발 운동을 지지, 주도하던 허정숙은 1925년 다시 공개 단발을 감행한다.

### 제2차 여성 단발
1925년 8월 허정숙은 주세죽, 김조이와 함께 가위를 들고 공개 단발을 하여 화제가 되었다. 그때까지도 신체발부는 수지부모라는 사상을 고수하던 유학자들은 이들의 행동을 사회를 어지럽히는 행각이라며 질타하였다.
당시의 조선일보 보도에 의하면 '1925년 당대의 여성 명사이자 '주의자(主義者)'인 주세죽(朱世竹) 허정숙(許貞淑) 김조이(金祚伊) 3명이 한꺼번에 단발을 감행하는 '사건'을 저질렀다. '종래 제도의 구속을 타파하고, 부자연한 인습을 개혁'한다는 이유에서다.(조선일보 1925년 8월 22일자)'라고 보도했다. 다음날인 8월 23일자 조선일보 시평(時評)란은 "외국에 잇서서는 이미 진부한 사(事)"이나, "우리 조선에 잇서서 단행한 그 용기는 다대타"고 논평했다. 그리고 단발 운동의 홍보와 단발의 위생성, 편리함 등을 홍보하고 다녔다.
당시 조선사회는 '(사회)주의자'나 '기생'의 단발에 호의적이지 않았다. "…이 댐에 출가한 후에 남편이 술먹고 주정하면서 머리채 끄들며 때릴가 하야 예방주사로 깍어버렸소. …끌채를 안 잽히려거든 빤빤히 삭발하시야…"처럼 빈정거리거나(조선일보 1925년 11월 7일자), '단발하면 후년(後年) 대머리(禿頭)가 된다'는 외신기사가 소개됐다.(조선일보 1927년 5월 3일자) 허정숙은 이러한 단발 반대 기사를 근거없는 편견이라며 서양 여성들의 단발한 사진을 공개하기도 했다.
허정숙은 단발 여성의 대명사로 인식되었다. 1927년 별건곤 9호에 실린 단발여자의 계보(斷髮女譜)에 따르면, 1921년 기생 강향란이 단발한 이래 단발 여성은 손꼽을 정도였다. 허정숙은 여성 단발 운동을 확산시키려 노력했고, 여러 서양 여성들의 단발머리 사진을 입수, 인쇄해서 각지에 배포하기도 했다. 1926년부터는 여러 여성 인사들이 단발을 함으로써 단발은 조선 전국 각지로 확산되었다.

### 상투 고수
상투는 1930년대 초반에 들어서면서 거의 자취를 감추어 버렸고, 그 후 상투 고수분자들은 일심교(一心敎) 등 종교인 집단이 되어 계룡산이나 모악산 같은 깊은 산골로 들어가 끝내 머리를 자르지 않고 버티었다.

## 같이 보기
- 갑오경장
- 을미개혁
- 을미사변
- 군수삭발령
- 개화파
- 고종
- 순종
- 유길준
- 박영효
- 박정양
- 박중양
- 윤치호